# 長尾副鰍
長尾副鰍（學名：Paracobitis longicauda），為輻鰭魚綱鯉形目條鰍科副鰍屬的其中一種。分布於亞洲伊朗、阿富汗、烏茲別克斯坦淡水流域，體長可達20公分，棲息在河川底層水域，生活習性不明。

## 扩展阅读
維基物種上的相關：長尾副鰍